# فريدريش كيل
فريدريش كيل (بالألمانية: Friedrich Kiel)‏ هو معلم موسيقى وأستاذ جامعي وملحن ألماني، ولد في 8 أكتوبر 1821 في Puderbach ‏ في ألمانيا، وتوفي في 13 سبتمبر 1885 في برلين في ألمانيا بسبب حادث مرور.

## وصلات خارجية
- فريدريش كيل على موقع ميوزك برينز (الإنجليزية)
- فريدريش كيل على موقع ديسكوغز (الإنجليزية)